# Power Jets
Cet article concerne la société d'étude Power Jets Ltd.. Pour PowerJet, une coentreprise francorusse, voir PowerJet.
Power Jets Ltd. est une société britannique en partie fondée par l'ingénieur Frank Whittle en 27 janvier 1936 pour concevoir et produire des turboréacteurs.

## Moteurs produits
- WU
- W.1
- W.2
- W.2/700